# Pedro Fernando Rios Soares Ramos
Pedro Fernando Rios Soares Ramos (Trofa, 14 de Setembro de 1983) é um futebolista português, que joga actualmente no Clube Desportivo Trofense.